# Cryphia salomonis
Cryphia salomonis är en fjärilsart som beskrevs av Charles Boursin 1954. Cryphia salomonis ingår i släktet Cryphia och familjen nattflyn. Inga underarter finns listade i Catalogue of Life.